# Азелов скален гущер
Азелов скален гущер (Darevskia uzzelli) е вид влечуго от семейство Същински гущери (Lacertidae). Видът е застрашен от изчезване.

## Разпространение и местообитание
Разпространен е в Турция.
Обитава гористи местности и плата.

## Описание
Популацията на вида е намаляваща.